# Move Your Body (canção de Sia)
"Move Your Body" é uma canção da cantora australiana Sia, gravada para o seu sétimo álbum de estúdio This Is Acting. Foi composta pela própria intérprete com o auxílio de Greg Kurstin, sendo que o último também esteve a cargo da produção. O seu lançamento ocorreu em 6 de janeiro de 2017, através das gravadoras Inertia, Monkey Puzzle e RCA, servindo como o quarto single do disco.

## Desempenho nas tabelas musicais

### Posições
| Tabela musical (2016–17)                               | Melhor posição |
| ------------------------------------------------------ | -------------- |
| Austrália (ARIA Charts)                                | 41             |
| Bélgica (Ultratip da Valônia)                          | 40             |
| Canadá (Canadian Hot 100)                              | 82             |
| Escócia (The Official Charts Company)                  | 57             |
| Estados Unidos (Dance Club Songs)                      | 5              |
| Finlândia (IFPI Finlândia)                             | 8              |
| França (Syndicat National de l'Édition Phonographique) | 62             |
| Hungria (Magyar Hanglemezkiadók Szövetsége)            | 33             |
| Irlanda (Irish Recorded Music Association)             | 40             |
| Itália (Federazione Industria Musicale Italiana)       | 90             |
| Nova Zelândia (NZ Top 10 Heatseekers Singles)          | 2              |
| Noruega (VG-lista)                                     | 3              |
| Reino Unido (UK Singles Chart)                         | 91             |
| Suécia (Sverigetopplistan)                             | 57             |